# São Marcos (distrito)
São Marcos é um distrito do município brasileiro de São José dos Pinhais, no estado do Paraná.